# بابلو شافاريا
بابلو شافاريا (بالإسبانية: Pablo Chavarría) هو لاعب كرة قدم أرجنتيني في مركز الهجوم، ولد في 2 يناير 1988 في Las Perdices ‏ في الأرجنتين. لعب مع رويال أندرلخت ونادي أتليتيكو بيلغرانو ونادي كورتريك ونادي لانس ونادي يوبين.

## وصلات خارجية
- بابلو شافاريا على موقع رابطة كرة القدم الفرنسية للمحترفين (الإنجليزية)
- بابلو شافاريا على موقع قاعدة بيانات كرة القدم.إي يو (الإنجليزية)
- بابلو شافاريا على موقع ليكيب (الفرنسية)
- بابلو شافاريا على موقع Soccerway.com (الإنجليزية)
- بابلو شافاريا على موقع AS.com (الإسبانية)